# Make It Shine
Make It Shine is de titelsong van de televisieserie Victorious. Het lied werd voor het eerst gezongen in de pilotaflevering door Tori Vega, gespeeld door Victoria Justice. Het lied is tevens door haar geschreven, samen met Michael Corcoran en Dr. Luke. De single is ook beschikbaar op iTunes.
In de aflevering is het nummer geschreven door André Harris voor Trina zodat ze het kon zingen in de Big Showcase. Toen Trina een allergische reactie kreeg op een Chinees kruidendrankje, moest Tori van André voor haar invallen. Tori voert het nummer op een dusdanige manier uit dat het iedereen verbaast, omdat ze nog nooit eerder haar talent heeft laten zien. De directeur biedt haar een kans aan om naar Hollywood Arts te gaan, wat ze aanneemt.
Tori en haar vrienden zingen het nummer in Beck's caravan op de heetste dag van het jaar in "Survival of the Hottest", maar worden onderbroken door Cat die terug was gekomen.
Voor de cross-over aflevering, iParty with Victorious, werd het nummer gecombineerd met de titelsong van iCarly, "Leave it all to me", om samen "Leave It All To Shine" te vormen, gezongen door de casts van beide series.
Lijst van afleveringen